# Public Health England
Public Health England (PHE) är en myndighet under Department of Health and Social Care som ansvarar för folkhälsan i England. Myndigheten grundades 1 april 2013 och har 5 500 anställda, och en årlig budget på 300 miljoner pund. Huvudkontoret ligger i London.